# Amed
Amed, també coneguda pel nom turc oficial Diyarbakır (armeni: Ամիդ, Amid; grec antic: Ἄμιδα, Amida; llatí: Amida; siríac: ܐܡܝܕ, Āmîḏ; turc otomà: دیاربکر, Diyâr-ı Bekr), és una ciutat del Kurdistan, capital d'una província homònima de Turquia, i principal ciutat del nord. És a la riba del Tigris, i té una població d'1.860.714. La seva població actual és de majoria kurda, al voltant del 73%. El seu nom turc, oficialitzat després del 1923, deriva del nom de la regió, Diyar Bakr, que vol dir 'el país dels Bakr'.

## Història

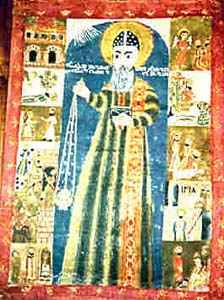
Icona d'Efraïm de Síria a l'església Meryem Ana (Santa Maria)

Diyar Bakr fou una regió de Mesopotàmia avui en territori de Turquia. La ciutat d'Amida prengué també aquest nom al final segle xvi, encara que oficialment no ho va fer fins a la república. Literalment vol dir ‘terra de la tribu Bakr’. S'estén per ambdues parts del Tigris amb les antigues regions armènies d'Ingilena (on neix el Tigris), de Npret (Martiriòpolis) i d'Arzèn, a la banda esquerra, i Amida i la seva regió a la banda dreta. Les ciutats principals foren Martiriòpolis anomenada Mayyafarikin, Amida, reanomenada Diyar Bakr (Arzèn) i Hisn Kayfa. L'estela de Naram-Sin, net de Sargon, erigida vers el 2300 aC, es va trobar a la rodalia de la ciutat. En època clàssica fou capital de l'Armènia Sofene o Sofanene, i després de la província romana de Mesopotàmia.

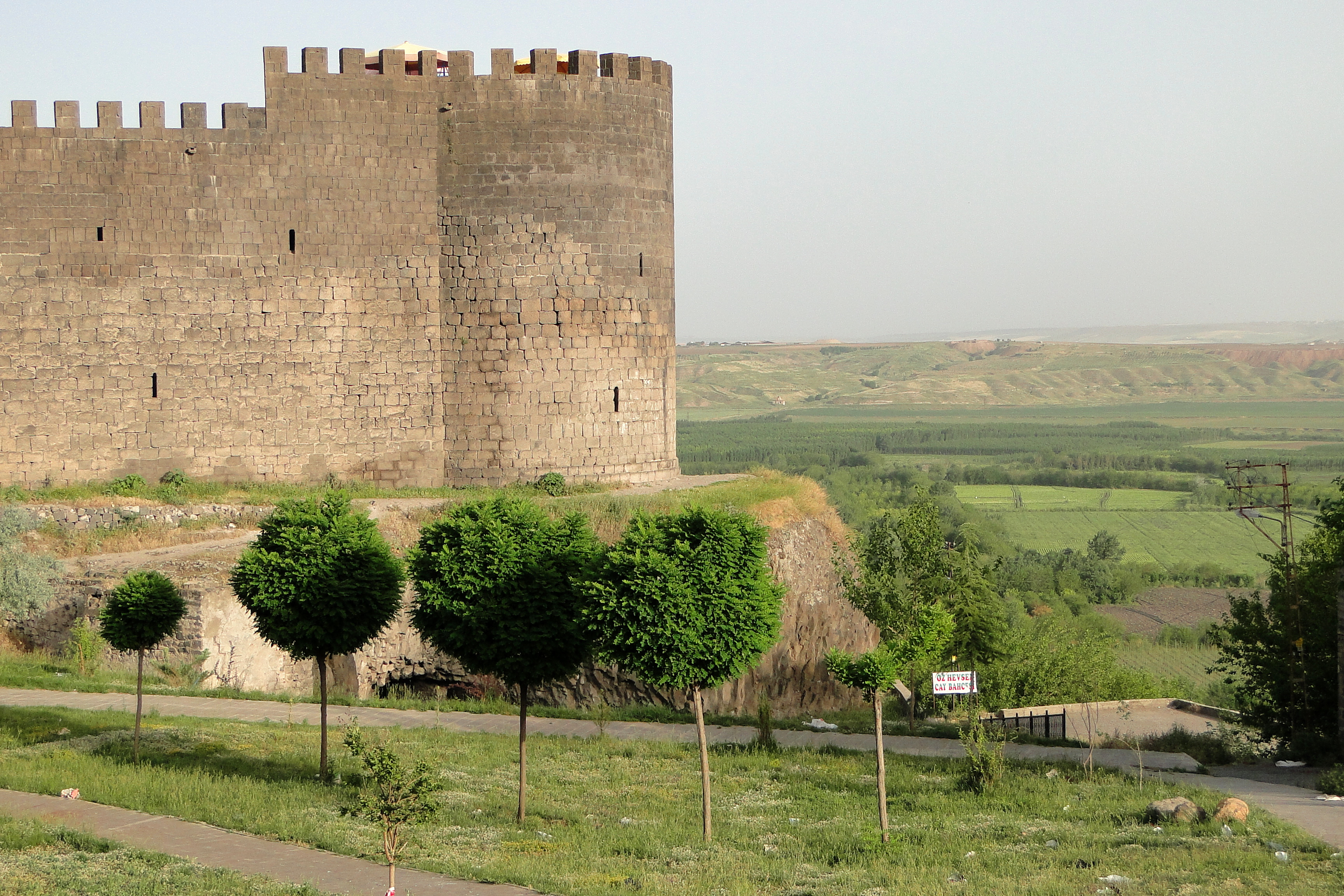
Muralles de Diyarbakır

Al segle x aC la zona va caure en mans dels arameus, que hi van establir l'estat de Bit Zamani. Des del 882 aC l'estat fou tributari d'Assurnasirpal II d'Assíria. Sota Salmanassar III i Shamsi-Adad V es va unir a la gran rebel·lió contra aquests sobirans i després el control de l'Estat assiri a la zona apareix com a complet. Hi ha almenys cinc cartes del governador Upakkhar Bel (epònim el 705 aC), dues de les quals són importants per a la història d'Urartu.
Es coneixen els nom d'alguns governadors:
- Ilai abans del 800 aC
- Tab Bel abans del 762 aC
- Mardukbelusur abans del 726 aC
- Sharemurani vers 721 aC
- Upakkhar-Bel abans de 705 aC
- Laiteilu vers 700 aC

Segurament Tigranes II d'Armènia hi va tenir un palau (segle i aC) i fins i tot se la identifica sovint com Tigranocerta, tot i que hi ha altres possibilitats i sembla més probable que aquesta capital fos a Mayyafarikin (grega Martiriòpolis). Podria ser l'Ammaia de Claudi Ptolemeu. L'esmenten Amià Marcel·lí i Procopi. Fou fortificada pels romans al començament del segle iv, i fou la base de la Legió V Parthica.
En el regnat de Constanci II fou ocupada pel rei Sapor II de Pèrsia (359) després d'un setge narrat per l'escriptor Amià Marcel·lí, que fou un dels defensors de la ciutat. Recuperada pels romans, l'ocuparen altra vegada els perses el 502, però per poc de temps, ja que el rei Kavadh va decidir de fer la pau amb l'Imperi romà d'Orient (vers el 505 o 506) i Amida fou tornada a l'imperi a canvi d'una forta quantitat de diners. Justinià en va reparar les muralles. Altre cop en mans dels perses, el 625 Heracli, en el seu avanç a Armènia, atacà Amida. La ciutat es va lliurar als àrabs (639), que la van ocupar i la van integrar a la regió de Diyar Bakr.
Abans de la conquesta musulmana del segle vii s'hi va establir una important fracció de la tribu àrab de Bakr ben Wakil procedents de la regió de Kufa. Més tard, en el regnat del califa Muàwiya I, les terres lliures de la regió foren ocupades també pels Banu Mudar i Banu Rabia, que van donar nom a altres districtes de la gran regió anomenada Al-Jazira, i els Banu Bakr es van fixar al Diyar Bakr.
Els primers que hi van governar en forma quasi independent foren els xaibànides, dinastia iniciada pel governador Isa ben Shaikh ben al-Salil, que va dominar la regió del 870 al 893 i fou també governador d'Armènia. La dinastia fou eliminada pel califa el 899.
Van seguir una sèrie de governadors del califa, però des del 905 la regió va estar gairebé sempre en poder dels hamdànides com a governadors califals, revocats algunes vegades, al principi i després com a emirs hereditaris. Nàssir-ad-Dawla de Mossul en va encarregar el govern al seu germà Ali ben Abul Haydja Abd Allah ben Hamdan, que el 947 fou reconegut emir d'Alep. A la seva mort el 967 va retornar a Mossul, però l'amir al-umara buwàyhida Adud al-Dawla la va recuperar el 978.
El 983, a la mort del buwàyhida Adud al-Dawla, el cap kurd Badh va prendre el poder al Diyarbakr i aquest va deixar els dominis al seu nebot Abu Ali ben Marwan, que hi fundà la dinastia marwànida. Aquests foren sotmesos a vassallatge del sultà seljúcida i van haver de fer la khutba en nom del califa i del sultà.
Ibn Djahir, un antic visir dels marwànides, que tenia el suport dels Banu Djahir, una tribu local, i que havia assolit un cert poder a Bagdad, fou encarregat pel soldà seljúcida de conquerir la regió al marwànides, la qual cosa feren entre el 1084 i el 1085, però a la mort del seljúcida Màlik-Xah I el 1093 van sorgir una sèrie de dinasties locals de les quals cal esmentar les branques dels ortúkides a Mardin, Hisn Kayfa, Khartpurt i Mayyafarikin (i també a Amida més tard), i la dinastia Inalida a Amida, però hi va haver altres poders locals (a Arzan, Isird, etc.).
El 1185 l'aiúbida Saladí va ocupar la regió, mentre una altra part (Kharpurt) va passar al sultà seljúcida de Rum el 1234 i més tard, el 1243, també Amida.
Els mongols van ocupar la regió entre 1259 i 1261, però van mantenir les petites dinasties locals (una ortúkida a Mardin, una aiúbida a Hisn Kayfa), que depenien dels Il-kan, dels quals cada vegada foren més autònomes. Els governadors mongols nomenats pel govern central estaven encarregats de mantenir la seguretat a la frontera, però la presència dels oirats, que tenien el seu propi lideratge, dificultava la tasca. El 695/1296, el governador mongol il-kànida del Diyarbakr, Mūlāy Noyan (amb seu a Mosul), es trobà davant una emigració de diverses unitats militars oirats i les seves famílies dirigits pel cap oirat Ṭarqāy Gūrgān. Mūlāy atacà els oirats, però fou derrotat i no va poder evitar que milers d'oirats s'establissin a la Síria mameluca. La major part de la província fou poblada pels oirats, mentre que els governadors pertanyien a un altre grup ètnic i eren nomenats pel govern del kan, situació que va persistir fins a la mort del kan Abu Said Bahadur Khan el 1335. Mūlāy Noyan va morir el 712/1312, i el càrrec passà a Amīr Sūtāy, que tampoc era oirat i que deia que havia participat en la conquesta de Bagdad el 1258. Devia ser ja gran al 1312. Els seus tres fills es van encarregar del govern de la regió d'Akhlat, aleshores vinculada al Diyarbakir. A la seva mort el 1331/1332 el càrrec va recaure finalment en un oirat, Ali Padshah, que era oncle d'Abu Saīd, germà de la seva mare, Ḥājī Khātūn. Els tres fills de Sutay a Akhlat es van revoltar reclamant el govern de la regió, però Haji Thagay fou derrotat pel nou governador.
Abans del 1400 les tribus turcmanes s'estaven disputant les terres i la població cristiana estava desapareixent i s'aprofundia la islamització. Tamerlà ocupà la regió i tot seguit els Ak Koyunlu van ocupar Amida (i després Mardin als Kara Koyunlu i Hisn Kayfa als aiúbides) i van dominar tot el Diyar Bakr. A principis del segle xvi el safàvida Ismail ocupà breument el Diyar Bakr (1507), però el 1516 l'envaïren els otomans.
El 1517 el districte, dominat pels safàvides, passà als otomans, que el 1517 van organitzar el wilayat amb centre a Amida, amb el Diyar Bakr, Mossul, Diyar Rabia, Diyar Mudar i Bidlis. Sota Solimà I el Magnífic (1520-1566) amb l'extensió dels dominis otomans cap a l'Iraq, es va formar un nou wilayat a Urfa i llavors Bidlis fou segregat per passar a la wilaya de Van formada amb el país d'Akhlat. El primer governador (beglerbegi) fou Biyikli Mehmed Paixà conegut com a Fetih Paixà, conqueridor d'Amida. El governador tenia un gran nombre de tropes com a província a la frontera calenta de Pèrsia. Solimà el Magnífic hi va passar vora un mes el 1535 i una setmana el 1554. Murat IV la va visitar el 1638 i el 1639. Molts governadors van construir edificis notables, especialment mesquites.
Al segle xix la presó local va servir de lloc on eren enviats els presoners polítics sobretot els nacionalistes dels Balcans. El 1915 la seva població armènia i assíria fou massacrada sota el governador Mehmed Rashid (1873-1919) The massacre of Armenians, in Diyarbakir, was witnessed by Rafael De Nogales. Després de la rendició de Turquia (final d'octubre de 1918) els francesos van intentar ocupar la ciutat (1919) però finalment va quedar en poder dels nacionalistes turcs que van proclamar la república el 1923.
Les revoltes kurdes van començar al segle xix i es van anar produint durant tot el segle. El 1925, sota la direcció del Shaykh Said, els kurds (i turcs oposats a les reformes) es van revoltar a Khani i la revolució es va estendre per tota la regió; els rebels foren rebutjats als murs de Diyarbakır i la revolta fou reprimida. El 1928 hi va haver una revolta a Sassun. Progressivament la regió va esdevenir el centre de la resistència política kurda.
Després de la II Guerra Mundial el 1951 s'hi va establir una base americana (Pirinçlik) que es va tancar el 30 de setembre de 1997. La guerra de guerrilles dels kurds a la zona, va provocar una emigració de camperols kurds de les zones de combat cap a la ciutat, i la població va augmentar notablement. La població va passar del 30.000 als anys trenta a prop del milió i mig el 1997 (65.000 el 1956, 140.000 al 1970 i 400.000 al 1990). El 30 de novembre de 2002 es va establir l'estat d'emergència. L'alcalde kurd Osman Baydemir va posar en relleu el 2005 les injustes decisions del govern turc que de manera maliciosa privava a la zona d'ingents recursos que li pertanyien, procedents de projectes o fons europeus o internacionals.
El 18 de febrer de 2016 es va produir un atemptat amb bomba que va causar la mort de sis soldats. Posteriorment, les Forces de Defensa del Poble, organització armada kurda, en reclamaria la responsabilitat.

## Llocs interessants

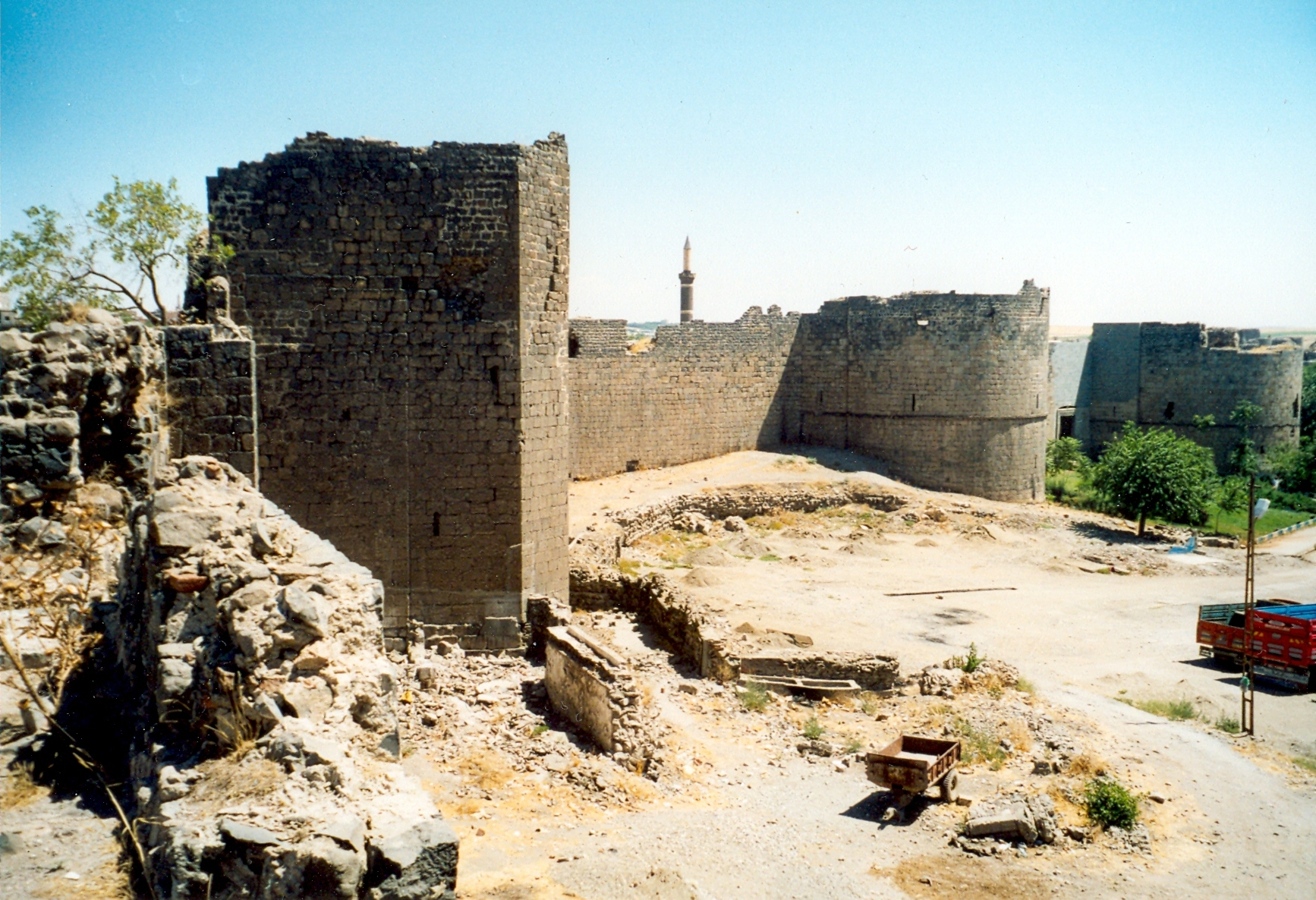
Muralla de la Ciutat Vella

- Les muralles de Diyarbakır construïdes per Constanci II el 349 i ampliades per Valentinià I entre 367-375, que s'estenen per 6 km.
- Mesquites, madrasses i llocs de culte, entre les quals cal destacar:
  - Gran Mesquita[6] d'Ulu Camii, del temps del seljúcida Màlik-Xah I a la segona meitat del segle xi, amb la madrassa Medusiya al costat, i no lluny de la madrassa Zinciriye
  - Hazreti Süleyman Camii (1155-1169)
  - Safa Camii (1532) construïda pels ak koyunlu
  - Nebii Camii, també dels ak koyunlu (segle xvi)
  - Dört Ayaklı Minare, construït per Kasim Khan del ak koyunlu
  - Fatihpaşa Camii, construïda el 1520 pel primer governador otomà del Diyarbakr Biyikli Mehmet Pasha
  - Hüsrevpaşa Camii, mesquita construïda pel segon governador vers 1528
  - İskender Paşa Camii, construïda el 1551
  - Beharampaşa Camii, construïda el 1572 pel governador Bahram Pasha
  - Melek Ahmet Camii, del segle xvi
  - L'Església Ortodoxa Siríaca de Nostra Senyor (Idto d-Yoldat Aloho, en turc Meryemana kilisesi, temple pagà del segle i i convertit en església al segle iii
- Museus:
  - Museu Arqueològic
  - Museu Cahit Sıtkı Tarancı
  - Casa del poeta Ziya Gökalp, convertida en museu